# Gustav Adolf Müller (Schriftsteller)

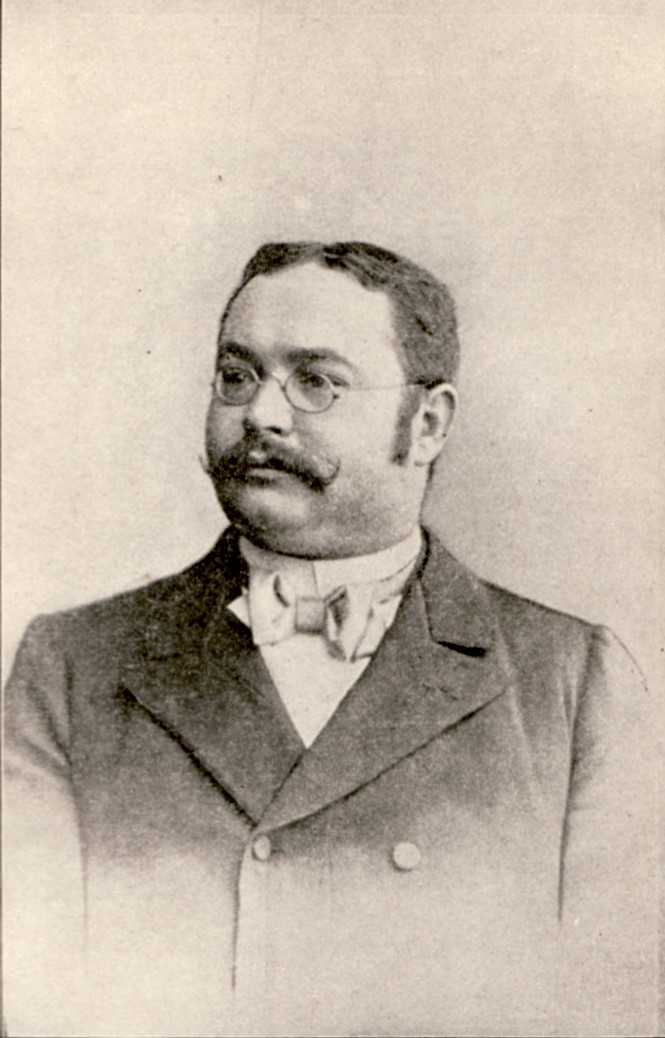
Gustav Adolf Müller (ca. 1894)

Gustav Adolf Müller (* 24. Mai 1866 in Buch; † 1. September 1928 in Horb) war ein deutscher Schriftsteller, Journalist und Pädagoge.

## Leben
Müller wurde als Sohn eines Volksschullehrers in Buch bei Waldshut geboren, er war ein Großneffe von Joseph Beck (1803–1883). Er besuchte das Gymnasium in Freiburg, Stuttgart und Konstanz und studierte 1886/87 zwei Semester an der Universität Tübingen Literatur, Kunstgeschichte sowie Archäologie. Ab 1886 war er Mitglied der katholischen Studentenverbindung AV Guestfalia Tübingen. Seine archäologischen Interessen führten zu einer längeren Italienreise 1887‒88. Müller heiratete im Jahr 1888 und verlegte seinen Wohnsitz 1889 nach München, wo er dichterisch und wissenschaftlich tätig war. Aus dieser Zeit resultiert auch seine Freundschaft mit dem Münchner Schriftstellerehepaar Elise und Julius Beck. Von 1893 bis 1897 war er in Straßburg mit Robert Forrer Redakteur der „Antiquitäten-Zeitschrift“. In dieser Zeit war er auch als ehrenamtlicher Konservator der Goethe-Sammlung in Sessenheim tätig. In diesem Zusammenhang entstand auch sein „heiter-ernster Sang vom Rhein“, Die Nachtigall von Sesenheim. Goethes Frühlingstraum über Goethes Liebe zu Friederike Brion.
Müller nannte sich selbst spätestens ab 1894 Dr. phil., obwohl er diesen Titel nachweislich nie erworben hat, 1892 bis 1907 bezeichnete er sich als „Bevollmächtigter“ des Museums für Völkerkunde in Leipzig, er war angeblich Mitglied des nordischen Museums in Stockholm und des Vereins für Volkskunde zu Berlin und der Schriftstellervereinigung Orion, dies wohl alles Angaben, um seine eigene Seriosität zu erhöhen.
Er kehrte 1896 nach München zurück, wo er hauptsächlich als Journalist arbeitete u. a. für die Allgemeine Handwerkerzeitung. Später lebte er in Bremen. Reisen führten ihn durch ganz Europa (Italien 1893, 1897 und 1909).
Im Jahr 1917 gründete Müller eine Reformschule mit Internat in Leutkirch, die er 1919 nach Crailsheim verlegte, wo er das Reformpädagogikum eröffnete. Müller war maßgeblich an der Gründung des Crailsheimer Altertumsvereins beteiligt. Aufgrund von Intrigen und schulpolitischen Problemen verließ er die Stadt mit seinem pädagogischen Reformprojekt im Jahr 1921. Er lebte zuletzt in Gutach im Schwarzwald und verstarb im Alter von 62 Jahren bei einem Aufenthalt im Hotel Lindenhof in Horb.
Müller war ein äußerst produktiver und erfolgreicher Schriftsteller, der neben historischen und archäologischen Publikationen zahlreiche literarische Werke in allen Gattungen schuf.

## Schriften (Auswahl)

### Sachbücher
- Archäologische Streifzüge in Italien Winter 1887/88. Konstanz 1888
- Pontius Pilatus, der fünfte Prokurator von Judäa und Richter Jesu von Nazareth: mit einem Anhang "Die Sagen über Pilatus" und einem Verzeichnis der Pilatus-Literatur, 1888
- Christus bei Josephus Flavius. Innsbruck 1890
- Urkundliche Forschungen zu Goethes Sesenheimer Jdylle, 1894.
- Sesenheim, wie es ist, und der Streit über Friederike Brion, 1894.
- Ueber die frühchristlichen Thiersymbole von Achmim-Panopolis und in den Katakomben, Augsburg 1894
- Die Tempel zu Tivoli bei Rom und das altchristliche Privathaus auf dem Monte Celio, Leipzig 1899
- Der Mensch der Höhlen- und Pfahlbautenzeit: ein Handbuch für Lehrer und Lehrende, 1904

### Literarische Werke
- Nausikaa (Schauspiel), 1890 (neue Bearbeitung 1899)
- Des fahrenden Burschen Lieder in Liebesfreud und Herzeleid, 1891.
- Die Schlacht bei Sendling (Schauspiel), 1892.
- Nornagest. Aus Walhallas letzten Tagen (Drama), 1892.
- Schnewelin (Epos), 1893.
- Die Nachtigall von Sesenheim. Goethes Frühlingstraum (lyrisch-episches Gedicht), 1894.
- Ungedrucktes aus dem Goethe-Kreise, hrsg., 1896.
- Der Pfeifer von Dusenbach (Eine Liebesmär aus dem Elsaß), 1896.
- Aus Lavaters Brieftasche, 1896.
- Ortrud. Ein Liebesidyll (Erzählung), 1897.
- Heinot. Die Liebe zweier Weltkinder, 1899.
- Römische Liebesopfer (3 realistische Novellen), 1900.
- Brautnacht (4 Geschichten aus dem Leben), 1902. 1906.
- Die Braut von Fiekensholt (Ein Liebesroman), 1902.
- Als die Götter starben (Roman), 1902.
- Der wilde Annsch (Roman), 1902.
- Das Grab am Rhein (Roman) 1904.
- Pater Fulgentius (Roman eines Leutnants), 1904.
- Iuvenes dum sumus (2 Studenten- u. Liebesgeschichten), 1904
- Aschenbrödel (Roman), 1904.
- Drei Liebesnächte (Der Roman Delilas), 1904.
- Aus Amors Reisemappe (Humoristische Novellen) 1905
- Im Zauber der Wartburg (Roman), 1905.
- Mit Kreuz und Schwert (Roman aus der germanischen Vorzeit), 1905.
- Märtyrer des Glücks (3 Novellen.), 1906.
- Goethe in Konstanz, 1906.
- Märchengold für große und kleine Leute, 1907.
- Unterm wilden Apfelbaum (Ein Junggesellenroman), 1907.
- Dornenkronen der Liebe (Ein Schwarzwaldroman), 1907.
- Im Irrgarten der Liebe (Humoristische Junggesellenromane), 1907.
- Goethe-Erinnerungen in Emmendingen (Neues und Altes zusammengefaßt), 1909.
- Das sterbende Pompeji (Roman aus Pompejis letzten Tagen), 1910.
- Im Schatten der Akropolis (2 Geschichten aus Hellas), 1910.
- Brennende Welten. Ein deutscher Roman aus der Zeit des Völkerkrieges, 1916
- Die Priesterin der Astarot. Erzählung aus der Zeit der Simsons, 1922.